# Biogorivo proizvedeno od alga
Biogoriva proizvedena od alga jedna su od zamjena fosilnim gorivima, a i drugim izvorima biogoriva kao što su kukuruz i šećerna trska. Pripadaju trećoj generaciji biogoriva u koju se ubrajaju vrste koje se ranije nisu uzgajale, a ne ugrožavaju zalihe hrane. Laboratorijskim istraživanjima dokazano je da alge mogu proizvesti i do trideset puta više energije po hektaru zemljišta od žitarica, kao što je soja. Biogoriva, a tako i ona proizvedena od alga, sve se više istražuju i proizvode zbog globalnog porasta cijene nafte, nepovoljnog utjecaja stakleničkih plinova te potrebe za sigurnom dobavom energije. Neke od glavnih njihovih prednosti su to što se mogu uzgajati uz minimalni utjecaj na okolnu biosferu, mogu se uzgajati u slatkoj i slanoj vodi, te su otporne na djelovanje otpadnih voda, a mogu i prirodno filtrirati vodu. Pored toga, alge prirodno vrše proces fotosinteze, pri čemu uzimaju CO2 iz okoliša te ga pretvaraju u O2, pročišćavajući zrak smanjenjem količine stakleničkih plinova u atmosferi. Gorivo je također prirodno razgradivo, što znači da ne djeluje štetno na okoliš u slučaju prolijevanja. Alge su skuplje po jedinici mase u odnosu na biogoriva druge generacije zbog visokih investicijskih i operativnih troškova, ali mogu proizvesti između 10 i 100 puta više goriva po jedinici površine. Tome doprinosi i činjenica da se farme alga mogu postavljati i vertikalno, u „katovima“, što nije slučaj pri uzgajanju kopnenih biljnih vrsta. Glavno ograničenje kod vertikalnog postavljanja alga je dostupna svjetlost koja je neophodna za razvoj alga. Tako bi, prema procjeni ministarstva energetike SAD-a, bilo potrebno samo 0,42 % njihove površine da bi u potpunosti zamijenili naftna goriva gorivima proizvedenim od alga. Prema istraživanjima multinacionalnih kompanija koje se bave prodajom nafte, biogoriva proizvedena od alga postat će komercijalna tek za nekih 20-25 godina.

## Vrste goriva

### Biodizel
Biodizel je vrsta goriva dobivena od životinjskih i biljnih lipida (ulja i masti). Studije su pokazale da neke vrste alga mogu proizvesti čak i preko 60 % svoje suhe mase u obliku ulja. No, druga su istraživanja dokazala da su visoki postotak ulja i brzina rasta alga međusobno isključivi jer je za visok postotak ulja potrebna velika količina hranjivih tvari, dok je kod brzine rasta obrnuto. Najveće količine dobivene biomase i iskoristivog ulja dobivaju se uzgajanjem u posebnim umjetnim jezercima ili fotobioreaktorima, stvaranjem što boljih uvjeta za njihov rast i razvoj (pristup vodi, CO2, te propisanim hranjivim tvarima za određenu vrstu alga). To dobiveno ulje se koristi u proizvodnji biodizela. Prednost nad kopnenim vrstama im je što sadržavaju puno veći postotak ulja (do 60 % naprema 2-3 % za soju), te što puno brže rastu zbog svoje jednostavnije strukturne građe.

### Biobutanol
Butanol se može proizvesti od alga i kremenjašica koristeći pritom samo biorafineriju pogonjenu solarnom energijom. Vrlo je povoljna činjenica da se proizvodi od onoga što ostane nakon izvlačenja ulja iz alga, što povećava iskoristivost samih alga. Dobiveno gorivo ima za 10 % manju gustoću energije od benzina, ali veću od etanola i metanola. Kod većine benzinskih motora može se koristiti umjesto benzina bez ikakvih potrebnih preinaka motora.

### Metan
Metan može od alga biti proizveden pomoću više metoda, prije svega rasplinjavanjem, pirolizom i anaerobnom razgradnjom. Kod rasplinjavanja i pirolize metan se izdvaja pri visokim tlakovima i temperaturama. Anaerobna razgradnja je proces pri kojem se alge razgrađuju na jednostavne komponente, koje se korištenjem mikroba pretvaraju u masne kiseline, te im se nakon odstranjivanja krutih čestica dodaju metanogene bakterije koje ispuštaju plinsku smjesu koja sadrži metan. Tim se procesom dokazano može povećati energetska učinkovitost uzgajanja alga pretvaranjem otpadne biomase u metan.

### Zeleni dizel
Zeleni dizel (ili obnovljivi dizel) može se proizvesti od alga djelovanjem vodika na dva načina, krekiranjem molekulama vodika, pri čemu se velike molekule ugljikovodika razlamaju na manje, iskoristive u dizelskim motorima, te hidrogenizacijom, pri čemu se dodaju molekule vodika pri čemu se postiže isti učinak. Zeleni dizel ima ista svojstva kao i naftni dizel, tako da ne zahtjeva nikakve preinake na motorima, cjevovodima i infrastrukturi prije korištenja. Trenutno nije cjenovno konkurentan nafti.

### Kerozin
Rastuća cijena kerozina jedna je od glavnih motivacija za nalaženjem alternativnih opcija pri proizvodnji, a jedna od opcija su i alge. Zasad se kerozin proizveden od alga ne koristi komercijalno, ali su uspješno izvedeni probni letovi od strane Air New Zealanda, Lufthanse i Virgin Airlinesa, te brojne aviokompanije ulažu u pojeftinjenje procesa proizvodnje ovoga goriva.

### Ostala goriva
Od ostalih goriva najznačajniji su biobenzin i etanol. Biobenzin se proizvodi od biomase, te nema ista svojstva kao i uobičajeni, naftni benzin, te ne odgovara svim motorima. Za proizvodnju etanola najpogodnije su crvene alge zbog svoje sposobnosti nakupljanja većih količina ugljikohidrata.

## Uzgoj alga
Alge rastu mnogo brže nego usjevi hrane, i mogu proizvesti stotine puta više ulja po jedinici površine. Pošto žetveni period alga traje između 1 i 10 dana, njihovo uzgajanje omogućuje puno više žetvi u odnosu na kopnene vrste, koje se najčešće ubiru jednom godišnje.  Dodatno, alge mogu rasti u područjima nepovoljnim za kopnene vrste, uključujući i sušna područja, te im je time smanjena konkurencija u tim područjima. Većina istraživanja o uzgoju alga se fokusirala na uzgoj u skupim, ali i čistim, fotobioreaktorima, i u otvorenim jezercima koja se jeftino održavaju, ali su i podložna onečišćenju.

### Polikultura
Dosad je većina istraživanja bila fokusirana na uzgoj samo jedne zasebne vrste alga. Međutim, novija istraživanja pokazuju da istovremeno uzgajanje više vrsta alga u zajednici (polikultura) može dati veću količinu lipida u odnosu na monokulture, te da su alge u polikulturi otpornije na djelovanje raznih bolesti i parazita, te općenito na štetno djelovanje okoline.

## Proizvodnja goriva
Nakon žetve alga, biomasa se obrađuje nizom operacija, koje mogu varirati ovisno o vrsti alga te o željenom gorivu. Ovaj se dio procesa trenutno najviše istražuje, pošto predstavlja najveći trošak, te najveću barijeru prema komercijalnom korištenju biogoriva proizvedenih od alga.

### Dehidracija
Najčešće se alge dehidriraju, te se iz osušenog materijala koristeći otapala izdvajaju tvari bogate energijom, primjerice trigliceridi. Izdvojene tvari mogu se preraditi u gorivo pomoću standardnih postupaka (npr. izdvojeni triglicerid reagirajući s metanolom stvara biodizel procesom transesterifikacije). Različit sastav masnih kiselina u različitim vrstama alga rezultira i različitom kvalitetom goriva.

### Hidrotermalno otapanje
Hidrotermalno otapanje je alternativan proces pri kojem su mokre alge kontinuirano podvrgnute visokoj temperaturi (350 oC) i povišenom tlaku ( 21 000 kPa). Ovim procesom proizvodi se sirova nafta, koja se nadalje može preraditi u kerozin, benzin ili dizel. Između 50 % i 70 % ugljika od alga može se pretvoriti u gorivo. Ostali produkti uključuju čistu vodu, plinsko gorivo, te dušik, fosfor i kalij.

## Utjecaj na okoliš
U odnosu na kopnene vrste biljaka korištenih za biogorivo (npr. soja ili kukuruz), uzgajanje mikroalga ima značajno manji utjecaj na okolinu radi većeg udjela ulja. Alge mogu rasti i na područjima beskorisnim za uzgajanje uobičajenih vrsta, te mogu koristiti vodu koja nije pitka i ne može se iskorištavati pri uzgoju drugih vrsta. Također mogu rasti i na površini oceana, što ih čini izvorom čiste energije s malim utjecajem na dobavu hrane i vode, te na biološku raznolikost. Uzgoj alga uz to ne zahtjeva ni korištenje nikakvih insekticida ili herbicida, eliminirajući taj dodatan izvor zagađenja. Biogoriva proizvedena od alga puno su manje toksična od goriva na bazi nafte, a k tome se i sporije razgrađuju. No, kao i kod svakog zapaljivog goriva, i ovdje postoji opasnost od zapaljenja u slučaju prolijevanja, makar je ta opasnost nešto manja u odnosu na goriva na bazi nafte.
Studije su pokazale da bi zamjena fosilnih goriva za obnovljive izvore energije mogla dovesti do smanjenja emisije CO2 čak do 80 %. Sustav zasnovan na algama mogao bi uhvatiti i do 80 % CO2 emitiranog od strane elektrane dok mu je omogućen pristup sunčevoj svjetlosti. Taj CO2 će se svejedno ispustiti u atmosferu izgaranjem goriva, ali je ovako barem dodatno iskorišten. Mogućnost smanjenja emisija CO2, dakle, leži u izbjegavanju korištenja fosilnih goriva. Povrh toga, u usporedbi s fosilnim gorivima, tijekom proizvodnje i izgaranja biogoriva na bazi alga ne dolazi do ispuštanja niti sumporovih niti dušikovih oksida u atmosferu, te nastaje manja količina ugljikovog monoksida i neizgorenih ugljikovodika.

## Ekonomska održivost
Od čitavog procesa proizvodnje biogoriva od alga, trenutno su najveća prepreka komercijalnoj upotrebi upravo visoki investicijski troškovi postrojenja za preradu alga u gorivo. Iskorištavanje alga za gorivo se kao ozbiljna alternativa fosilnim gorivima počelo razmatrati relativno nedavno, nakon podizanja svjetske svijesti o očuvanju okoliša, pa ni ne čudi da još nije komercijalno kompetitivno. Za očekivati je napredak u gotovo svakom dijelu procesa, a time i povećanje isplativosti. Na primjer, spominje se mogućnost povećanja efikasnosti pretvorbe solarne energije u biomasu s trenutnih 3 na mogućih 5 do 7 %.

## Nusprodukti
Brojni nusprodukti obrade alga mogu se različito primijeniti, pri čemu neki imaju čak i dulju povijest korištenja nego biogorivo. Neki od njih su: prirodna bojila i pigmenti, antioksidansi, te ostale bioaktivne tvari. Te kemikalije i višak biomase imaju razne upotrebe u drugim industrijama.